# 온조대왕 문화체육관
온조대왕 문화체육관은 서울특별시 강동구 고덕로 285에 위치한 체육관이다. 2000년 12월에 착공하여 3년간 공사 끝에 2004년 3월 2일 개관되어 운영을 시작하였다. 지상 3층, 지하 2층에 연면적 7954m2 규모로써 실내 수영장을 비롯 헬스장, 에어로빅장, 대체육관, 다목적 대강당 및 문화강좌실, 골프연습장 등이 갖춰져 있다. 수영과 골프강습은 물론 에어로빅, 발레, 유아체능단, 요가 등 총27개 과목 73개 강좌가 운영되고 하루 1만여명의 회원을 수용할 수 있는 대규모 종합체육문화센터이다.

## 시설현황

### 지하2층
- 실내수영장 (수영교실, 어울림 수영교실, 실버 생활체육교실, 아쿠아로빅, 자유수영)
- 응급치료실
- 강사실
- 기계공조실
- 지하1층
- 문화강좌실 (학습강좌, 어학강좌, 문화강좌등)
- 실내골프장 (골프)
- 식당
- 매점
- 남녀탈의실

### 지상1층
- 안내데스크
- 고객만족센터
- 문화강좌실 (학습강좌, 어학강좌, 문화강좌등)
- 유아체능단 (유아교육,적성체육, 수영등)
- 다목적강당 (탁구, 요가, 공요가, 밸리댄스, 재즈댄스 등)
- 지상2층
- 사무실
- 스트레칭품
- 헬스장(헬스/성인/청소년)
- GX(그룹엑서사이즈)
- 소체육관(에어로빅 재즈댄스 재저사이즈 밸리댄스 방송댄스 한국무용 요가 발레 등)

### 지상3층
- 대체육관 (배드민턴 인라인 농구 풋살 둥)